# Dušan Petković
Dušan Petković, född 13 juni 1974 i Belgrad i Jugoslavien (nuvarande Serbien), är en serbisk före detta fotbollsspelare med landslagsmeriter.

### Webbkällor
- National Football Teams